# يو هيكسين
يو هيكسين (بالصينية: 余贺新) (مواليد 1996) هو سبّاح صيني، مثّل بلاده في الألعاب الأولمبية الصيفية 2016.

## روابط خارجية
يو هيكسين على موقع الاتحاد الدولي للسباحة (الإنجليزية)
- يو هيكسين على موقع SwimRankings.net (الإنجليزية)
- يو هيكسين على موقع أوليمبيديا (الإنجليزية)
- يو هيكسين على موقع اللجنة الأولمبية الصينية (الإنجليزية)